# فرانك ديفيز
فرانك ديفيز هو منتج أسطوانات وملحن كندي، ولد في 22 نوفمبر 1946.